# Bombus pseudobaicalensis
Bombus pseudobaicalensis är en biart som beskrevs av Vogt 1911. Den ingår i släktet humlor och familjen långtungebin. Inga underarter finns listade.

## Beskrivning
Arten har gulgrå behåring på huvud och mellankropp. Mitt på mellankroppen finns ett svart område. Bakkroppen är till stor del svart och hårlös, men med grågula hårband längs tergiternas bakkanter. Arten är nästan till förväxling lik den nära släktingen Bombus deuteronymus, som delvis har samma utbredningsområde i Japan.

## Utbredning
Bombus pseudobaicalensis förekommer i nordöstra Asien inklusive Japan och Kina. I Japan finns den på Honshu samt på prefekturerna Aomori och Iwate på norra delen av Hokkaido, medan den i norra Kina finns i norra Inre Mongoliet, Jilin och Heilongjiang.

## Ekologi
Arten lever i öppna biotoper och konstruerar sitt bo på gräsbevuxen mark. Den är aktiv från slutet av maj till oktober.
Ekologiskt sett är Bombus pseudobaicalensis en viktig art, eftersom dess drottningar är de enda pålitliga pollinatörerna av den hotade orkiden Cypripedium macranthos var. rebunense, en guckuskoart. Att humlans drottning pollinerade orkiden var känt sedan länge; forskaren Naoto Sugiura kunde emellertid visa att Bombus pseudobaicalensis var den enda humla som gav ett substansiellt bidrag till pollineringen av orkiden. Ett fåtal andra humlearter kan också besöka blomman, men mycket sporadiskt. En intressant detalj är att orkiden ifråga är nektarlös; anledningen till att humlan ändå besöker blomman tros vara att den är mycket lik en annan blomma, spiran Pedicularis schistostegia, som även den besöks av humlan, och innehåller nektar.
Förutom ovanstående art, besöker den blommande växter ur familjerna korgblommiga växter, ärtväxter, kransblommiga växter, dunörtsväxter, slideväxter, ranunkelväxter, rosväxter och krasseväxter.